# Преброяване на населението на САЩ
Преброяването на населението на САЩ (на английски: United States Census) е указано от Конституцията на САЩ.
Извършва се на всеки 10 години от Бюрото за преброяване на населението. То прави периодични проучвания между 10-годишните преброявания на населението с цел да се придобие по-актуална представа за населението и да се планира по-успешно предстоящото официално преброяване.
Първото преброяване на населението в САЩ се е провело през 1790 г. Имало е общо 22 преброявания на населението. Последното преброяване е било през 2000 г., а следващото ще бъде през 2010 г.
Данните за населението се базират на броя на хората в жилищни постройки в САЩ. Те включват граждани, законни постоянни жители, посетители за по-дълго време и нелегални жители. В по-скорошните преброявания са включени и хора в приюти, бездомни и преселници/скитници.
Първото преброяване на населението през 1790 г. е отчело, че в САЩ живеят 3 929 214 жители. Според преброяването през 2000 г. в САЩ живеят 281 421 906 жители, 13,20% повече отколкото през предишното преброяване през 1990 г., когато в САЩ са живеели 248 709 873 души.

## Преброяване през 2000 г.
През 2000 г. в САЩ са живеели 281 421 906 жители.
Според същото преброяване в САЩ е имало 55 489 българи (2). За подробности: брой българи по щат през 2000 г.. На същото преброяване 28 565 жители от тях са отбелязали, че говорят на български език, а 32 274 не са родени в САЩ.(3)

## Преброяване през 1990 г.
21-вото преброяване на населението, проведено от Бюрото за преброяване на населението, е установило, че населението на САЩ е било 248 709 873 жители. То е увеличено с 9,8% спрямо предходното преброяване през 1980 г., когато в страната са живеели 226 542 199 души.
Според данните от това преброяване в страната е имало 20 894 българи, (1), а 8579 от тях са били родени в България.

## Преброяване през 1980 г.
20-ото преброяване на населението, проведено от Бюрото за преброяване на населението, е установило, че населението на САЩ е било 226 542 199 жители, увеличено с 11,4% спрямо предходното преброяване през 1970 г., когато в страната са живеели 203 302 031 души.